# 神谷町駅
神谷町駅（かみやちょうえき）は、東京都港区虎ノ門五丁目にある、東京地下鉄（東京メトロ）日比谷線の駅である。駅番号はH 05。

## 歴史
- 1964年（昭和39年）3月25日：開業[2]。
- 1968年（昭和43年）1月27日：東武2000系による車両火災事故が発生。
- 1995年（平成7年）3月20日：地下鉄サリン事件が発生[3]。
- 2004年（平成16年）4月1日：帝都高速度交通営団（営団地下鉄）民営化に伴い、当駅は東京地下鉄（東京メトロ）に継承される[4]。
- 2007年（平成19年）3月18日：ICカード「PASMO」の利用が可能となる[5]。
- 2020年（令和2年）2月7日：発車メロディを導入[6]。

### 駅名の由来
駅名は開業当時の町名（東京都港区芝神谷町）に由来する。1977年（昭和52年）9月1日の住居表示実施に伴い、消滅して虎ノ門の一部となった。

## 駅構造
地下2階に相対式ホーム2面2線を有する地下駅。地下1階にコンコース・改札口がある。
1980年代後半から1990年代前半にかけて周辺にオフィスビルが多く立地するようになり利用客が増えたことで、ホームの幅員を大きく拡げる改良工事が行われた。
改札口とホームの間にエスカレーター（上りのみ稼動）を設置しているほか、虎ノ門方面改札口にはエレベーターも併設されている。また、トイレは両方のホームの六本木寄り先端にあるが、2番線ホーム側のトイレはリニューアルされ、多機能トイレも併設された。
なお、改札外コンコースから出口に通じるエレベーターのうち、4a・4b出入口に併設されたエレベーターは平日7:30 - 21:00・土曜日7:30 - 18:00のみの稼働である（他のエレベーターは始発から終電まで稼働）。

### のりば
| 番線 | 路線     | 行先               |
| ---- | -------- | ------------------ |
| 1    | 日比谷線 | 中目黒方面         |
| 2    | 日比谷線 | 北千住・南栗橋方面 |

（出典：東京メトロ:構内図）
- 座席指定列車「THライナー」は、当駅は久喜方面からの列車のみ設定され、乗降は座席指定券無しで可能[9][10]。

### 発車メロディ
2020年2月7日よりスイッチ制作の発車メロディ（発車サイン音）を使用している。
曲は1番線が「昇って降りて」（福嶋尚哉作曲）、2番線が「Lovely Morning」（大和優子作曲）である。

## 利用状況
2024年度の1日平均乗降人員は107,982人であり、東京メトロ全130駅中29位。他線と接続しない日比谷線の単独駅では乗降人員が最も多い。
近年の1日平均乗降・乗車人員は下表の通りである。
| 年度               | 1日平均 乗降人員 | 1日平均 乗車人員 | 出典     |
| ------------------ | ---------------- | ---------------- | -------- |
| 1990年（平成02年） |                  | 48,041           | [ * 1 ]  |
| 1991年（平成03年） |                  | 48,560           | [ * 2 ]  |
| 1992年（平成04年） |                  | 48,915           | [ * 3 ]  |
| 1993年（平成05年） |                  | 47,460           | [ * 4 ]  |
| 1994年（平成06年） |                  | 47,274           | [ * 5 ]  |
| 1995年（平成07年） |                  | 47,847           | [ * 6 ]  |
| 1996年（平成08年） |                  | 49,573           | [ * 7 ]  |
| 1997年（平成09年） |                  | 49,767           | [ * 8 ]  |
| 1998年（平成10年） |                  | 49,134           | [ * 9 ]  |
| 1999年（平成11年） |                  | 47,541           | [ * 10 ] |
| 2000年（平成12年） |                  | 46,236           | [ * 11 ] |
| 2001年（平成13年） |                  | 43,433           | [ * 12 ] |
| 2002年（平成14年） | 88,186           | 44,132           | [ * 13 ] |
| 2003年（平成15年） | 86,491           | 42,888           | [ * 14 ] |
| 2004年（平成16年） | 78,812           | 39,682           | [ * 15 ] |
| 2005年（平成17年） | 82,669           | 41,419           | [ * 16 ] |
| 2006年（平成18年） | 86,997           | 43,649           | [ * 17 ] |
| 2007年（平成19年） | 90,935           | 45,658           | [ * 18 ] |
| 2008年（平成20年） | 89,257           | 44,677           | [ * 19 ] |
| 2009年（平成21年） | 86,189           | 43,088           | [ * 20 ] |
| 2010年（平成22年） | 79,014           | 39,553           | [ * 21 ] |
| 2011年（平成23年） | 76,486           | 38,224           | [ * 22 ] |
| 2012年（平成24年） | 85,960           | 42,942           | [ * 23 ] |
| 2013年（平成25年） | 92,782           | 46,334           | [ * 24 ] |
| 2014年（平成26年） | 96,611           | 48,153           | [ * 25 ] |
| 2015年（平成27年） | 98,464           | 49,098           | [ * 26 ] |
| 2016年（平成28年） | 97,623           | 48,707           | [ * 27 ] |
| 2017年（平成29年） | 99,610           | 49,751           | [ * 28 ] |
| 2018年（平成30年） | 102,539          | 51,197           | [ * 29 ] |
| 2019年（令和元年） | 106,952          | 53,407           | [ * 30 ] |
| 2020年（令和02年） | 61,568           |                  |          |
| 2021年（令和03年） | 59,759           |                  |          |
| 2022年（令和04年） | 72,423           |                  |          |
| 2023年（令和05年） | 88,969           |                  |          |
| 2024年（令和06年） | 107,982          |                  |          |

## 駅周辺
周辺は愛宕山などに囲まれたオフィス街で、虎ノ門や芝公園にも近い。
- 国道1号

1番出入口
- 駐日オランダ大使館
- 芝公園
- 東京プリンスホテル
- 東京タワー
- 機械振興会館
  - 機械振興会館内郵便局
- 東京タワースタジオ
- スターチャンネル

2番出入口
- 麻布台ヒルズ
- 外務省飯倉別館
  - 外務省外交史料館
- 東京都港都税事務所
- 駐日ロシア大使館
- 駐日サウジアラビア王国大使館
- 駐日フィジー大使館
- 駐日アフガニスタン大使館
- 六本木ファーストビル
  - ラフォーレミュージアム六本木
- アール・エフ・ラジオ日本 東京支社
- 霊友会

3番出入口
- 東京慈恵会医科大学
  - 東京慈恵会医科大学附属病院
- 芝中学校・高等学校
- 正則高等学校
- 港区立御成門小学校
- 港区立御成門中学校
- 愛宕山
  - NHK放送博物館
  - 新橋愛宕山東急イン
- 萬年山青松寺 - 駒澤大学の前身の獅子窟学寮が置かれた曹洞宗寺院。
- 芝郵便局・ゆうちょ銀行芝店
- 愛宕グリーンヒルズ
- ピュア虎ノ門
- オランダヒルズ森タワー
- 都営地下鉄三田線御成門駅

4a出入口
- 虎ノ門45MTビル
- 神谷町交差点

4b出入口
- 駐日スウェーデン大使館
- 駐日スペイン大使館
- 駐日サウジアラビア大使館
- 駐日ナイジェリア大使館
- 駐日アメリカ合衆国大使館
- 虎ノ門4丁目MTビル - 神谷町郵便局（1階）、郵政管理・支援機構（5階）
- ホテルオークラ東京
  - 大倉集古館
  - ホテルオークラ内郵便局
- 東京ワールドゲート
  - 神谷町トラストタワー
- 城山ガーデン
  - 城山トラストタワー 
    - JT
    - カジノ管理委員会
    - パラマウント・ジャパン試写室（3階）
- 日経電波会館
  - テレビ東京神谷町スタジオ（旧本社）
- アークヒルズ
- 住友不動産六本木グランドタワー
  - テレビ東京ホールディングス
  - テレビ東京
  - BSテレ東
- 東京メトロ南北線六本木一丁目駅
- 都営三田線御成門駅
  - 日比谷線と南北線、都営三田線がともに乗り入れる駅は全く無いので、改めて運賃が必要となる。

## バス路線
神谷町駅前
- 都営バス（東京都交通局）
  - 渋88：新橋駅前行 / 渋谷駅前行
  - 橋86：目黒駅前行 / 新橋駅前行・東京タワー行
  - 浜95：東京タワー行
2000年12月11日までは、四谷駅と品川車庫を結んでいた四92系統も発着していた。
- 港区コミュニティバス「ちぃばす」（フジエクスプレス）
  - 麻布東ルート：港区役所北・御成門駅方面
  - 麻布東ルート：赤羽橋駅・飯倉片町・六本木けやき坂方面

## 隣の駅
東京地下鉄（東京メトロ）
 日比谷線（霞ケ関以西は全列車が各駅に停車）
六本木駅 (H 04) - 神谷町駅 (H 05)  - 虎ノ門ヒルズ駅 (H 06)